# Postelichus musgravei
Postelichus musgravei är en skalbaggsart som först beskrevs av Hinton 1935.  Postelichus musgravei ingår i släktet Postelichus och familjen öronbaggar. Inga underarter finns listade i Catalogue of Life.